# Cyclopygoidea
A Cyclopygoidea a háromkaréjú ősrákok (Trilobita) osztályához és az Asaphida rendjéhez tartozó öregcsalád.

## Rendszerezés
Az öregcsaládba az alábbi családok tartoznak:
- Cyclopygidae
- Nileidae
- Taihungshaniidae